# Lijst van Romeinse legioenen

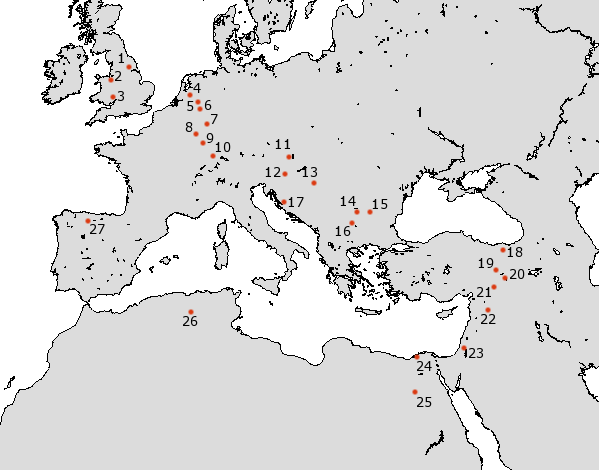
Vestigingsplaatsen der Romeinse legioenen in het jaar 80.

Dit is een lijst van Romeinse legioenen. De legioenen op deze lijst bestonden niet allemaal in dezelfde tijd. Het 7e, 8e, 9e en 10e legioen zijn de oudste legioenen in deze lijst: dit waren de oorspronkelijke legioenen waarmee Julius Caesar vanaf 58 v.Chr. Gallië veroverde. Er waren vele legioenen die hetzelfde nummer hadden: dit komt deels omdat elke veldheer eigen legioenen kon oprichten en verder omdat tijdens de vele burgeroorlogen in het Romeinse Rijk de verschillende partijen ook legioenen oprichtten. Daarom hadden de legioenen behalve een nummer ook een naam.
De legioenenlijst hieronder vermeldt alleen de legioenen tijdens het principaat (27 v.Chr. tot 284). De legioenen tijdens de Romeinse Republiek werden slechts tijdelijk samengesteld voor specifieke campagnes en na 284 waren de legioenen door allerhande hervormingen anders georganiseerd. Omdat over deze periode minder bronnen zijn overgeleverd, is het lastig een goed overzicht van de legioenen uit die periode te geven. Het is wel duidelijk dat deze legioenen verschilden in grootte en organisatie in vergelijking met hun voorgangers, hoewel de legioennummers vaak behouden bleven.

## Lijst van legioenen
| Legioen                     | Opgericht door bestond van - tot -               | Hoofdbasis 1) in 30 v.Chr. (Augustus) 2) in 24 (Tiberius) 3) in 75 (Vespasianus) 4) in 150 (Antoninus Pius)                                          | Opmerkingen |
| --------------------------- | ------------------------------------------------ | --- | --- |
| Legio I Germanica           | Caesar 48 v.Chr. - 70                            | 1) Hispania Tarraconensis 2) Colonia Claudia Ara Agrippinensium, Germania Inferior 3) n.v.t. 4) n.v.t.                                               | 48 v.Chr.: Legio I 19 v.Chr.: Legio I Augusta 9: Legio I Germanica                                                                                   |
| Legio I Adiutrix            | Nero 66 - 444?                                   | 1) n.v.t. 2) n.v.t. 3) Mogontiacum, Germania Superior 4) Brigetio, Pannonia                                                                          | 66: Legio I Adiutrix 98: Legio I Adiutrix Pia Fidelis                                                                                                |
| Legio I Italica             | Nero 66 - 400?                                   | 1) n.v.t. 2) n.v.t. 3) Novae, Moesia 4) Novae, Moesia                                                                                                | |
| Legio I Macriana Liberatrix | Lucius Clodius Macer 68 - 69                     | 1) n.v.t. 2) n.v.t. 3) 68: Africa 4) n.v.t. | |
| Legio I Minervia            | Domitianus 82 - 360?                             | 1) n.v.t. 2) n.v.t. 3) n.v.t. 4) Bonna, Germania Inferior                                                                                            | 82: Legio I Flavia Minervia Domitiana 89: Legio I Minervia Pia Fidelis Domitiana 96: Legio I Minervia                                                |
| Legio I Parthica            | Septimius Severus 197 - 400?                     | 1) n.v.t. 2) n.v.t. 3) n.v.t. 4) 197: Singara, Mesopotamia                                                                                           | |
| Legio II Augusta            | Augustus 43 v.Chr. - 290?                        | 1) Hispania Tarraconensis 2) Argentoratum, Germania Superior 3) Isca Silurum, Britannia 4) Isca Silurum, Britannia                                   | 43 v.Chr.: Legio II Sabina? 41 v.Chr.: Legio II Augusta                                                                                              |
| Legio II Adiutrix           | Vespasianus 70 - 300?                            | 1) n.v.t. 2) n.v.t. 3) Lindum, Britannia 4) Aquincum, Pannonia                                                                                       | |
| Legio II Italica            | Marcus Aurelius 165 - 400?                       | 1) n.v.t. 2) n.v.t. 3) n.v.t. 4) 165: Lauriacum, Noricum                                                                                             | 165: Legio II Italica 252: Legio II Italica Pia VII Fidelis VII                                                                                      |
| Legio II Parthica           | Septimius Severus 197 - 360?                     | 1), 2) n.v.t. 3) n.v.t. 4) 197: Mesopotamia 202?: Rome, Italia                                                                                       | |
| Legio II Traiana Fortis     | Trajanus 105 - 400?                              | 1) n.v.t. 2) n.v.t. 3) n.v.t. 4) Nicopolis, Alexandria et Aegyptus                                                                                   | |
| Legio III Gallica           | Caesar 49 v.Chr. - 325?                          | 1) Syria 2) Syria 3) Raphana, Syria 4) Raphana, Syria                                                                                                | |
| Legio III Augusta           | Augustus 43 v.Chr. - 400?                        | 1) n.v.t. 2) Ammaedara, Africa 3) Theveste, Numidia 4) Lambaesis, Numidia                                                                            | |
| Legio III Cyrenaica         | Marcus Antonius 36 v.Chr.? - 400?                | 1) Nicopolis, Alexandria et Aegyptus 2) Nicopolis?, Alexandria et Aegyptus 3) Nicopolis?, Alexandria et Aegyptus 4) Bostra, Arabia Petraea           | |
| Legio III Italica           | Marcus Aurelius 165 - ?                          | 1) n.v.t. 2) n.v.t. 3) n.v.t. 4) 165: Castra Regina, Raetia                                                                                          | |
| Legio III Parthica          | Septimius Severus 197 - 400?                     | 1) n.v.t. 2) n.v.t. 3) n.v.t. 4) 197: Rhesaena, Mesopotamia                                                                                          | |
| Legio IIII Macedonica       | Caesar 48 v.Chr. - 70                            | 1) Hispania Tarraconensis 2) Hispania Tarraconensis 48: Mogontiacum, Germania Superior 3) , 4) n.v.t.                                                | |
| Legio IV Scythica           | Marcus Antonius 42 v.Chr.? - 400?                | 1) Macedonia 2) Moesia 3) Zeugma, Syria 4) Zeugma, Syria                                                                                             | |
| Legio IV Flavia Felix       | Vespasianus 70 - ?                               | 1) n.v.t. 2) n.v.t. 3) Burnum, Dalmatia 4) Singidunum, Moesia                                                                                        | |
| Legio IV Parthica           | Diocletianus 300? - 500?                         | 1) n.v.t. 2) n.v.t. 3) n.v.t. 4) 300?: Edessa?, Mesopotamia                                                                                          | |
| Legio V Alaudae             | Caesar 52 v.Chr. - 70?                           | 1) Emerita Augusta, Hispania Ulterior 2) Novaesium, Germania Inferior 3) n.v.t. 4) n.v.t.                                                            | 52 v.Chr.: Legio V Vernacula? 49 v.Chr.: Legio V Alaudae                                                                                             |
| Legio V Macedonica          | Gaius Vibius Pansa Caetronianus 43 v.Chr. - 400? | 1) Macedonia 2) Moesia 3) Oescus, Moesia 4) Troesmis, Moesia                                                                                         | 43 v.Chr.: Legio V Macedonica 185: Legio V Macedonica Pia Fidelis                                                                                    |
| Legio VI Ferrata            | Caesar 52 v.Chr. - 260?                          | 1) Raphana, Syria 2) Raphana, Syria 3) Samosata?, Syria 4) Carpacotna, Judea                                                                         | 52 v.Chr.: Legio VI Ferrata 193: Legio VI Ferrata Fidelis Constans                                                                                   |
| Legio VI Victrix            | Augustus 41 v.Chr. - 400?                        | 1) Hispania Tarraconensis 2) Hispania Tarraconensis 3) Novaesium, Germania Inferior 4) Eboracum, Britannia                                           | 41 v.Chr.: Legio VI Hispaniensis 66?: Legio VI Victrix                                                                                               |
| Legio VII Claudia           | Caesar 59 v.Chr. - 300?                          | 1) Macedonia 2) Dalmatia 3) Viminacium, Moesia 4) Viminacium, Moesia                                                                                 | 59 v.Chr.: Legio VII Paterna 42: Legio VII Claudia Pia Fidelis                                                                                       |
| Legio VII Gemina            | Galba 68 - 409?                                  | 1) n.v.t. 2) n.v.t. 3) Hispania Tarraconensis 4) Hispalis, Hispania Baetica                                                                          | 68: Legio VII (Galbiana) 69: Legio VII Gemina |
| Legio VIII Augusta          | Caesar 59 v.Chr. - 400?                          | 1) Africa 2) Poetovio, Pannonia 3) Argentoratum?, Germania Superior 4) Argentoratum, Germania Superior                                               | 59 v.Chr.: Legio VIII Gallica 31 v.Chr.: Legio VIII Gallica Mutinensis 25 v.Chr.?: Legio VIII Augusta                                                |
| Legio IX Hispana            | Caesar 58 v.Chr. - 160?                          | 1) Hispania Tarraconensis 2) Siscia?, Pannonia 3) Eboracum, Britannia 4) Judea                                                                       | |
| Legio X Gemina              | Caesar 58 v.Chr. - 400?                          | 1) Petavonium?, Hispania Tarraconensis 2) Petavonium?, Hispania Tarraconensis 3) Ulpia Noviomagus Batavorum, Germania Inferior 4) Aquincum, Pannonia | 58 v.Chr.: Legio X Equestris 31 v.Chr.: Legio X Gemina 89: Legio X Gemina Pia Fidelis Domitiana 96: Legio X Gemina                                   |
| Legio X Fretensis           | Augustus 41 v.Chr.? - 400?                       | 1) Italia? 2) Zeugma, Syria 3) Aelia Capitolina, Judea 4) Aelia Capitolina, Judea                                                                    | 41 v.Chr.: Legio X 36 v.Chr.: Legio X Fretensis |
| Legio XI Claudia            | Caesar 58 v.Chr. - 400?                          | 1) Burnum?, Dalmatia 2) Burnum, Dalmatia 3) Vindonissa, Raetia 4) Durostorum, Moesia                                                                 | 58 v.Chr.: Legio XI (Actiaca) 42: Legio XI Claudia Pia Fidelis                                                                                       |
| Legio XII Fulminata         | Caesar 58 v.Chr. - 400?                          | 1) Alexandria et Aegyptus? 2) Syria 3) Melitene, Cappadocia 4) Melitene, Cappadocia                                                                  | 58 v.Chr.: Legio XII Fulminata 48 v.Chr.: Legio XII Fulminata Victrix 44 v.Chr.: Legio XII Fulminata Antiqua 175: Legio XII Fulminata Certa Constans |
| Legio XIII Gemina           | Caesar 57 v.Chr. - 400?                          | 1) Illyricum 2) Vindonissa, Raetia 3) Vindonissa, Raetia 4) Apulum?, Dacia                                                                           | 57 v.Chr.: Legio XIII 3?: Legio XIII Gemina |
| Legio XIV Gemina            | Augustus 57 v.Chr.? - 430?                       | 1) Illyricum 2) Mogontiacum, Germania Superior 3) Mogontiacum, Germania Superior 4) Carnuntum, Pannonia                                              | 57 v.Chr.?: Legio XIV Gemina 62: Legio XIV Gemina Martia Victrix                                                                                     |
| Legio XV Primigenia         | Caligula 39 - 70                                 | 1), 2) n.v.t. 43: Bonna, Germania Inferior 46: Castra Vetera, Germania Inferior 3), 4) n.v.t.                                                        | |
| Legio XV Apollinaris        | Augustus 41 v.Chr.? - 400?                       | 1) Emona, Pannonia 2) Aquileia?, Italia 3) Carnuntum, Pannonia 4) Satala, Armenia Inferior                                                           | 41 v.Chr.?: Legio XV Apollinaris 175 Legio XV Apollinaris Pia Fidelis                                                                                |
| Legio XVI Gallica           | Augustus 40 v.Chr.? - 70                         | 1) Germania? 2) Mogontiacum, Germania Superior 43: Novaesium, Germania Inferior 3), 4) n.v.t.                                                        | |
| Legio XVI Flavia Firma      | Vespasianus 70 - 300?                            | 1) n.v.t. 2) n.v.t. 3) Cappadocia 4) Samosata, Syria                                                                                                 | |
| Legio XVII                  | Augustus 41 v.Chr.? - 9                          | 1) Aquitania? 2) n.v.t. 3) n.v.t. 4) n.v.t. | Vernietigd in slag bij het Teutoburgerwoud |
| Legio XVIII                 | Augustus 41 v.Chr.? - 9                          | 1) Germania? 2) n.v.t. 3) n.v.t. 4) n.v.t. | Vernietigd in slag bij het Teutoburgerwoud |
| Legio XIX                   | Augustus 40 v.Chr.? - 9                          | 1) Gallia 2) n.v.t. 3) n.v.t. 4) n.v.t. | Vernietigd in slag bij het Teutoburgerwoud |
| Legio XX Valeria Victrix    | Augustus 25 v.Chr.? - 300?                       | 1) Hispania Tarraconensis 2) Novaesium?, Germania Inferior 3) Glevum, Britannia 4) Deva, Britannia                                                   | |
| Legio XXI Rapax             | Augustus 31 v.Chr. - 92                          | 1) Raetia? 2) Castra Vetera, Germania Inferior 3) Bonna, Germania Inferior 4) n.v.t.                                                                 | |
| Legio XXII Deiotariana      | Deiotarus 48 v.Chr.? - 133?                      | 1) Nicopolis, Alexandria et Aegyptus 2) Nicopolis, Alexandria et Aegyptus 3) Nicopolis, Alexandria et Aegyptus 4) n.v.t.                             | |
| Legio XXII Primigenia       | Caligula 39 - 340?                               | 1) n.v.t. 2) n.v.t. 3) Castra Vetera, Germania Inferior 4) Mogontiacum, Germania Superior                                                            | |
| Legio XXX Ulpia Victrix     | Trajanus 105 - 407?                              | 1) n.v.t. 2) n.v.t. 3) n.v.t. 4) Castra Vetera II, Germania Inferior                                                                                 | 105: Legio XXX Ulpia Victrix 197: Legio XXX Ulpia Victrix Pia Fidelis                                                                                |